# Arbeitsplatzschutzgesetz
Das Arbeitsplatzschutzgesetz regelt als Schutzgesetz das Benachteiligungsverbot für Arbeitnehmer, in Heimarbeit Beschäftigte, Handelsvertreter, Beamte und Richter in Zusammenhang mit der Einberufung zum Grundwehrdienst oder zu einer Wehrübung (jetzt Reservistendienstleistung). Während dieser Zeit ruht das Arbeitsverhältnis. Vom Tag der Zustellung des Einberufungsbescheids (jetzt Heranziehungsbescheid), der dem Arbeitgeber unverzüglich vorzulegen ist, bis zur Beendigung des Grundwehrdienstes sowie während einer Wehrübung genießt der Arbeitnehmer Kündigungsschutz. Ein Beamter oder Richter darf entsprechend nicht entlassen werden.  Vor und nach dem Wehrdienst dürfen in Heimarbeit Beschäftigte aus Anlass des Wehrdienstes bei der Ausgabe von Heimarbeit im Vergleich zu den anderen in Heimarbeit Beschäftigten des gleichen Auftraggebers oder Zwischenmeisters nicht benachteiligt werden. Das Vertragsverhältnis zwischen einem Handelsvertreter und einem Unternehmer wird durch Einberufung nicht gelöst. 
Ein befristetes Arbeitsverhältnis wird durch die Einberufung nicht verlängert. Muss der Arbeitgeber betriebsbedingte Kündigungen vornehmen, darf bei der Auswahl der zu Entlassenden der Wehrdienst eines Arbeitnehmers nicht zu dessen Nachteil berücksichtigt werden; die Beweislast hierfür liegt beim Arbeitgeber. Das Recht auf Kündigung aus wichtigem Grund bleibt vom Arbeitsplatzschutzgesetz unberührt, wobei die Einberufung nicht als wichtiger Grund gilt. Für Kleinbetriebe gelten Ausnahmeregelungen.
Das Arbeitsplatzschutzgesetz ist als Bundesgesetz höherwertiges Recht. Als lex specialis greift das Gesetz sowohl in das Beamtendienstrecht, als auch in das Arbeitsrecht ein.
Teilnehmer an einer Eignungsübung werden nicht vom Arbeitsplatzschutzgesetz erfasst. Sie schützt das Eignungsübungsgesetz.